# Becample de Mindanao
El becample de Mindanao (Sarcophanops steerii) és una espècie d'ocell de la família dels eurilaimids (Eurylaimidae) que habita els boscos de Dinagat, Siargao, Mindanao i Basilan, a les illes Filipines.